# Гиноцентризм
Гиноцентри́зм (от др.-греч. γυνή — «женщина» и κέντρον — «центр круга») — взгляд на мир с женской точки зрения, выдача женских нормативных представлений и жизненных моделей за единые универсальные социальные нормы и жизненные модели. Гиноцентризм ставит женщину в центр собственного мироздания. Практика взгляда на мир с мужской точки зрения называется андроцентризмом.

## Происхождение и употребления термина
По мнению Марии Гимбутас, гиноцентризм существовал на протяжении всей истории человечества, с ранних культур устанавливая главенство божеств женского пола и проблем матери и ребёнка, а культуры, где доминируют мужчины, появились значительно позже, распространив влияние по всему миру.
Данная проблема впервые заинтересовала европейских учёных в середине 1800-х годов, Иоганн Якоб Бахофен опубликовал результаты исследования гиноцентрических культур в работе под названием «Das Mutterrecht», основополагающее произведение XIX века о роли женщины в древних культурах. Учёный использовал термин «гинекократия» для обозначения того, что происходило на разных этапах социального развития в тот период, когда женщины оказывали «гражданское правление». Баховен основывал свою деятельность на работе «The League of the Ho-de-no-sau-nee or Iroquois» Льюис Х. Моргана. Современные[когда?] учёные гиноцентрических культур используют различные термины, например: «matrifocal» (определяемый матерью), матриархальный для обозначения обществ, в которых влияние женщин является доминирующим.
Современные[когда?] учёные выяснили, что подобные общества «не являются изменением патриархальной системы, в которой женщина доминирует над мужчиной, а скорее связано с появлением гендерно-эгалитарных обществ». Подобные общества встречались на протяжении всей истории человечества и до сих пор встречаются в мире[где?]. Учёные[кто?] выдвигают гипотезу, что все мировые культуры когда-то являлись гендерно-эгалитарными. Женщины и дети являлись центром подобных обществ, а мужчины были важны в качестве рабочих для поддержания нормального функционирования данных обществ.
Другие[кто?] учёные утверждают, что элементы гиноцентрических культур являются производными от практик, которые происходили в средневековом обществе в период феодализма, рыцарства и куртуазности. Питер Райт относит к подобным гиноцентрическим структурам феномен «сексуального феодализма», как засвидетельствовано такими женщинами-писательницами, как Лукреция Маринелла или Модеста Поззо. Маринелла рассказала, что в 1600 г. н. э. мужчины относились к женщинам из низших социально-экономических классов как к квази-аристократическому классу, первые в свою очередь выступали в качестве слуг и даже животных, рождённых прислуживать. В 1590 Поззо написала: «Разве мы не видим, что истинная задача мужчин работать и накапливать богатства, как будто они наши стюарды, так чтобы мы могли оставаться хозяйками дома и руководить их деятельностью, а после наслаждаться прибылью своих собственных трудов? Это и является причиной того, почему мужчины сильнее и выносливее, чем мы — всё устроено таким образом, чтобы они могли выполнять каторжные работы».
Учёные Кэтрин К. Янг и Пол Натансон утверждают, что феминистские высказывания о равенстве и справедливости являются отговоркой для гиноцентризма.

## Критика
Ученые Кэтрин К. Янг и Пол Натансон утверждают, что идеологически основной задачей гиноцентризма является приоритизация женщин иерархически, что в результате может быть истолковано как мизандрия (ненависть и предрассудки по отношению к мужчинам). Они определяют гиноцентризм как мировоззрение, основанное на неявной или явной вере, что мир вращается вокруг женщин. Противопоставление добродетелей женщины и врождённых пороков мужчин привело к определённой форме дискриминации последних.
Некоторые авторы[кто?] проводят черту между индивидуальными формами гиноцентризма: к подобным формам можно отнести «День матери». Кристин Хофф Соммерс утверждала, что гиноцентризм является антиинтеллектуальным и придерживается антагонистического взгляда на традиционные научные и творческие дисциплины, исключая фундаментальный вклад в науку и культуру мужчин. Соммерс также пишет, что презумпция объективности, приписываемая многим гиноцентристам, подавила теорию феминистского дискурса и интерпретации.